# Campsosternus guizhouensis
Campsosternus guizhouensis là một loài bọ cánh cứng trong họ Elateridae. Loài này được Jiang miêu tả khoa học năm 1991.